# Арайс, Рональд
Рональд Арайс (латыш. Ronalds Arājs; род. 29 ноября 1987, Тукумс, Тукумсский район) — латвийский легкоатлет, специалист по бегу на короткие дистанции. Выступал за сборную Латвии по лёгкой атлетике в 2006—2015 годах, многократный победитель первенств национального значения, действующий рекордсмен Латвии в беге на 100 метров, участник летних Олимпийских игр в Пекине.

## Биография
Рональд Арайс родился 29 ноября 1987 года в городе Тукумс, Латвийская ССР. В возрасте десяти лет вместе с семьёй переехал на постоянное жительство в Ригу.
Выходец из спортивной семьи, с раннего детства занимался лёгкой атлетикой под руководством своих родителей, так же в прошлом легкоатлетов. Позже проходил обучение в Техасском университете в Эль-Пасо, неоднократно принимал участие в различных студенческих соревнованиях в США.
Впервые заявил о себе на международном уровне в сезоне 2006 года, когда вошёл в состав латвийской национальной сборной и выступил на юниорском мировом первенстве в Пекине, где в беге на 100 метров дошёл до стадии полуфиналов.
В 2007 году бежал 100 метров на молодёжном европейском первенстве в Дебрецене.
Благодаря череде удачных выступлений удостоился права защищать честь страны на летних Олимпийских играх 2008 года в Пекине — участвовал в программе бега на 200 метров, с результатом 21,22 не смог преодолеть предварительный квалификационный этап.
После пекинской Олимпиады Арайс остался действующим легкоатлетом и продолжил принимать участие в крупнейших легкоатлетических турнирах. Так, в 2009 году он выиграл чемпионат Латвии на дистанции 100 метров, участвовал в чемпионате мира в Берлине.
На чемпионате Латвии 2010 года был лучшим в беге на 100 метров и в эстафете 4 × 100 метров, стартовал на чемпионате Европы в Барселоне.
В 2011 году отметился выступлением на чемпионате Европы в помещении в Париже и на чемпионате мира в Тэгу, стал четвёртым на Универсиаде в Пекине, тогда как на соревнованиях в Италии установил ныне действующий национальный рекорд Латвии в дисциплине 100 метров — 10,18.
В 2012 году в беге на 100 метров стал финалистом чемпионата Европы в Хельсинки (в финале упал и получил серьёзную травму — разрыв ахиллова сухожилия). Благополучно прошёл отбор на Олимпийские игры в Лондоне, где должен был выступать в той же дисциплине, но не вышел на старт из-за травмы.
В связи с травмой решил попробовать себя в качестве разгоняющего в бобслее, в 2013 году готовился к зимним Олимпийским играм в Сочи, но в итоге здесь не выступил и вернулся в лёгкую атлетику.
В 2014 году в беге на 100 метров дошёл до полуфинала на чемпионате Европы в Цюрихе.
В 2015 году бежал 100 метров на Универсиаде в Кванджу, после чего в апреле 2016 года объявил о завершении спортивной карьеры.
С 2017 года работает спортивным функционером в национальной сборной Латвии по лёгкой атлетике.